# De Wever-Ziekenhuis
Het De Wever-Ziekenhuis is een voormalig ziekenhuis in de Nederlands-Limburgse stad Heerlen. Na een tijdlang deel te hebben uitgemaakt van het Atrium Medisch Centrum Parkstad is het ziekenhuis sinds 2015 een onderdeel van het Zuyderlandziekenhuis, dat naast de locatie Heerlen nog drie locaties kent.

## Geschiedenis
De geschiedenis van het ziekenhuis begon aan het eind van de 19e eeuw. Het dichtstbijzijnde ziekenhuis, tevens het enige in Zuid-Limburg, lag destijds in Maastricht: het Ziekenhuis Calvariënberg (een voorloper van het Maastricht UMC+). Door de industrialisatie en de opkomst van de mijnen was Heerlen in die tijd een snelgroeiend dorp. De dorpsarts van Heerlen, Frans de Wever, drong aan bij Monseigneur Savelberg, oprichter van de zustercongregatie Kleine Zusters van de Heilige Joseph, op een eigen ziekenhuis voor Heerlen. Door de toename van de bevolking en de zware arbeid in de mijnen was er namelijk dringend behoefte aan opvang voor zieken.
Rond de eeuwwisseling werd de frequentie van ritten naar Maastricht zo hoog dat de dorpsarts zijn handen eraan vol had. Op de hoek van de Akerstraat en de Putgraaf werd in de tuinen van Mariabad een nieuw ziekenhuis gebouwd. Op 9 september 1904 zegende Savelberg het ziekenhuis als het Maria Hilfspital. Savelberg zorgde ervoor dat de Kleine Zusters van de Heilige Joseph de verpleging op zich namen. In het begin waren er twee zalen (een voor mannen en een voor vrouwen) met elk tien bedden, twee kamers (vijf bedden in totaal), een operatiekamer en een keuken. Na enkele jaren werd het ziekenhuis omgedoopt tot Sint-Josephziekenhuis. Het bestond toen onder meer uit een sober hoofdgebouw met daarachter drie onderling gekoppelde paviljoens naar ontwerp van de architect Willem Wijsbeek (1863-1948)
Omdat de congregatie de voortdurende progressie van het ziekenhuis niet meer kon bijhouden, werd op 15 februari 1919 besloten het ziekenhuis zelfstandig te maken. De congregatie verkocht de gebouwen en inventaris. De groei van het ziekenhuis kon beginnen.(kinderpaviljoen, nieuw hoofdgebouw, operatiekamers e.d.) Dat geschiedde naar plannen van de Amsterdamse architect Eduard Cuypers. De uitbreiding betrof ook een bijzonder fraaie kerk, die in 1970 ondanks protest werd gesloopt. Het omvangrijke ziekenhuiscomplex was toen al door sloop verdwenen.

## Huidige locatie
In 1964 begon de bouw van een nieuw complex in Welten aan de rand van Benzenrade. Op 2 februari 1968 werd het gebouw in gebruik genomen en op 14 juni door prinses Beatrix feestelijk geopend. Door de ontkerstening in de jaren zeventig werd de christelijke naam gewijzigd in 'De Wever-Ziekenhuis', een eerbetoon aan de stichter Frans de Wever. In 1992 fuseerde het ziekenhuis met het Sint-Gregoriusziekenhuis in Brunssum (waar in 1996 het Sint Jozef-Ziekenhuis te Kerkrade aan werd toegevoegd) en heette daarna Atrium Medisch Centrum Parkstad. Sinds 2015 is het ziekenhuis onderdeel van het Zuyderland Medisch Centrum als locatie Heerlen en herinnert alleen de naam van het restaurant, 't Wevertje, nog aan de oude naam van het ziekenhuis.

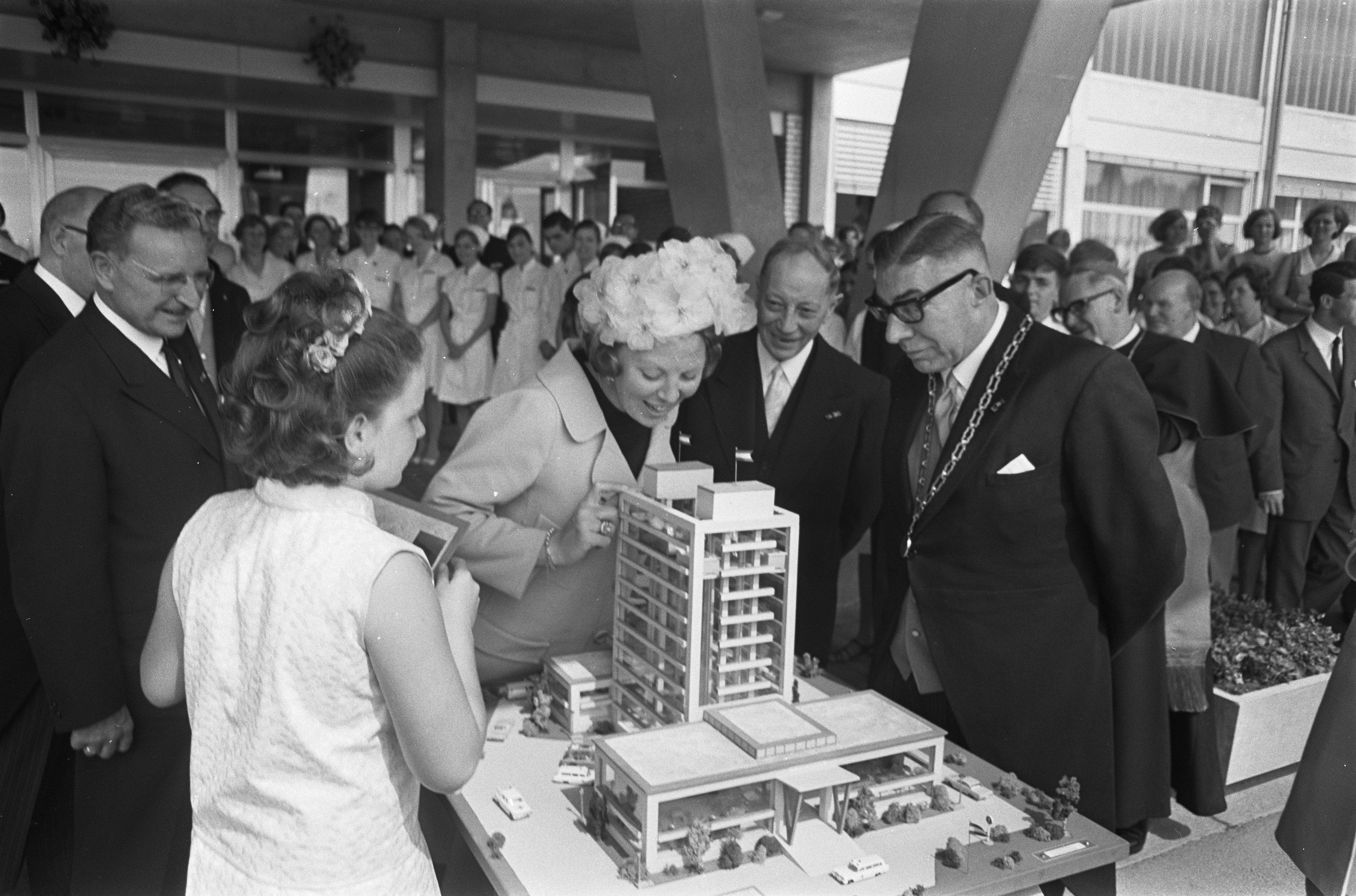
Prinses Beatrix en burgemeester Frans Gijzels bij een maquette van het ziekenhuis, op de dag van de opening, 14 juni 1968
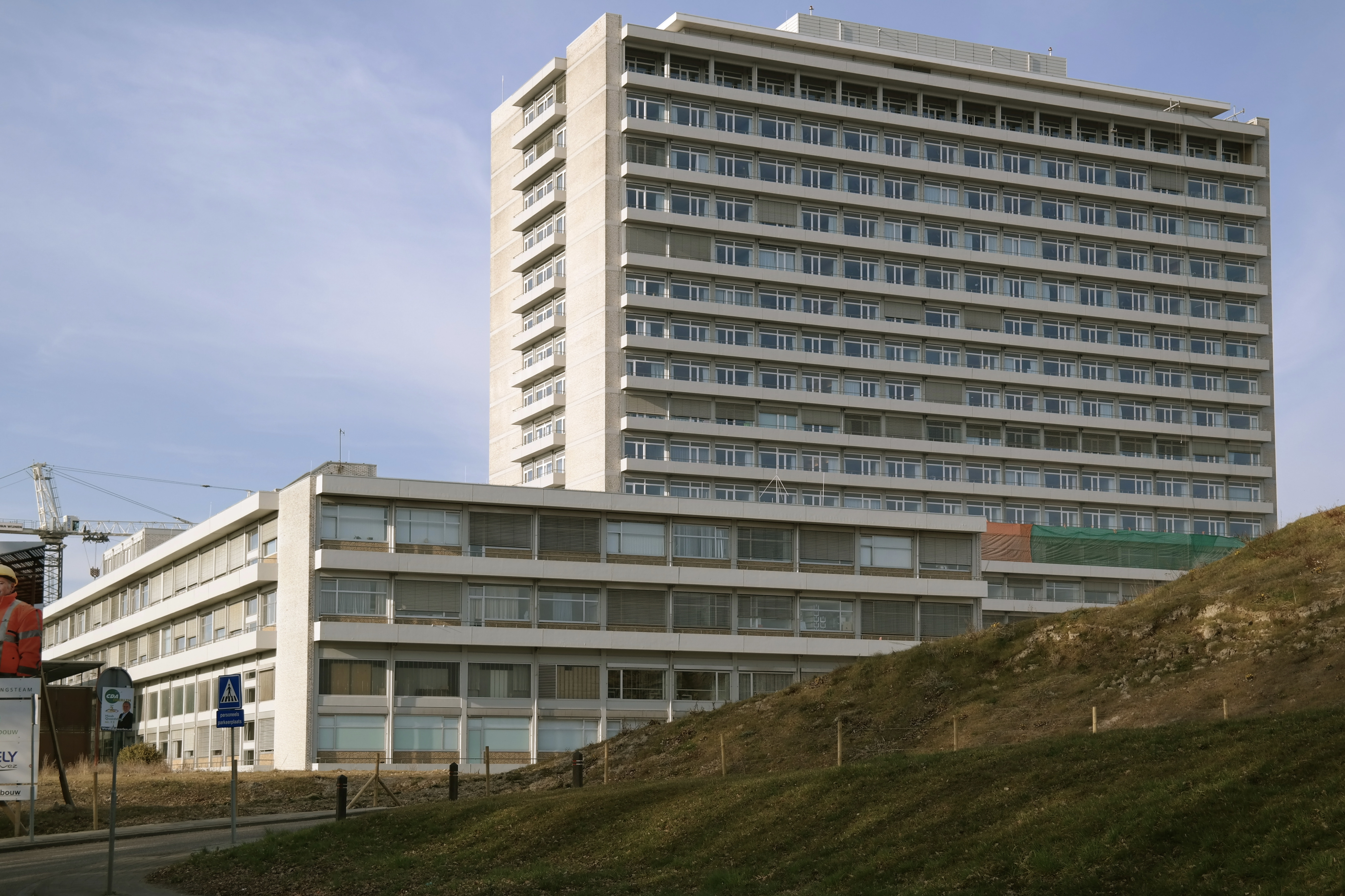
Het ziekenhuis in 2014

## Bron
Remigius Dieteren O.F.M. (red.) In dienst der zieken. Het Sint Joseph-ziekenhuis te Heerlen, 1904-1950. Bussum, 1954.